# The Epigenesis
The Epigenesis – piąty album studyjny grupy muzycznej Melechesh. Wydawnictwo ukazało się 1 października 2010 roku nakładem wytwórni muzycznej Nuclear Blast. Nagrania zostały zarejestrowane w Babajim Studio w Stambule w Turcji. W ramach promocji do utworu "Grand Gathas of Baal Sin" został zrealizowany teledysk który wyreżyserował Rouzbeh Heydari. 

## Lista utworów
Opracowano na podstawie materiału źródłowego.
1. "Ghouls of Nineveh" - 06:44
2. "Grand Gathas of Baal Sin" - 05:54
3. "Sacred Geometry" - 05:29
4. "The Magickan and the Drones" - 07:17
5. "Mystics of the Pillar" - 08:28
6. "When Halos of Candles Collide" - 05:38
7. "Defeating the Giants" - 03:24
8. "Illumination - The Face of Shamash" - 05:33
9. "Negative Theology" - 03:47
10. "The Greater Chain of Being" - 06:53
11. "The Epigenesis" - 12:17

## Twórcy
Opracowano na podstawie materiału źródłowego.

- Melechesh Ashmedi - śpiew, gitara, gitara basowa, keyboard, sitar, instrumenty perkusyjne
- Moloch - gitara, buzuki, bağlama, bindir
- Rahm - gitara basowa
- Xul - perkusja, instrumenty perkusyjne
- Cahit Berkay - yayli tanbur, saz
- Nevcivan Ozel - tar
- Reuben de Lautour - fortepian
- Harun Kolcak - gitara basowa, śpiew
- Eser Taskiran - syntezatory
- Bijan Behkam - santur
- Reuben de Lautour - miksowanie
- Pieter Snapper - mastering
- John Coulthart - okładka